# Nicolás Dezéde
Nicolás-Alexandre Dezède fue un compositor francés nacido en Lyon alrededor de 1740, nunca se supo con certeza quienes fueron sus padres, según algunos era hijo ilegítimo de Federico II de Prusia. Murió en París el 11 de septiembre de 1792. Estuvo afiliado a la masonería, en la logia Neuf Sœurs de París, entre 1749 y 1790 estuvo al servicio del duque Deux-Ponts en París. Su obra está compuesta principalmente por óperas cómicas, de las que escribió más de 20.

## Óperas seleccionadas
- Julie (1772) .
- Les Trois Fermiers (1777) .
- Blaise et Babet (1783) .
- Le Véritable Figaro (1784)
- Alexis et Justine (1785).